# Porsemosen og Høholmmosen
Porsemosen og Høholmmosen er to fredede moser ved Vridsløsemagle vest for  Vestskoven i Høje-Tåstrup og Egedal Kommuner.
Det åbne landskab Vest for Vestskoven breder  sig med marker, enge og moser der danner et af Nordsjællands vigtige yngleområder for fugle og er et spændende levested for en række andre dyr og planter. Via moserne spreder dyr og planter sig til de omkringliggende områder. Den første mose fra øst er Porsemosen. 

## Tilgængelighed
Mosen er temmelig utilgængelig, og der er ikke etableret et stisystem. Store dele af mosen er i privateje, men man kan gå næsten tørskoet langs sydsiden af Nybølle Å gennem mosen fra Vestskoven.   De sydøstlige ca. 10 pct. af mosen er en del af Vestskoven, og her er der offentlig adgang. Der findes ligeledes en naturmæssig værdifuld parcel mod sydvest, som ejes af den tidligere Landbohøjskolen, nu Københavns Universitet. På sydsiden af Nybølle Å er parcellerne store og ret uforstyrrede. Nord for åen er mange af parcellerne ganske smalle og går typisk fra mosens nordkant til åen. En lodsejer har etableret fåregræsning  på nogle ret tørre arealer centralt i den sydlige del af mosen. 

## Landskabet
Moserne har ved istidens afslutning været søer, der i tusinder af år langsomt er groet til og har udviklet sig til de nuværende lavmoser. Hele området er stærkt præget af tidligere tørvegravning. Næsten alle tørvegrave med åbent vand er fra 2. Verdenskrig. En meget stor del af moserne består af ældre tørvegrave, der nu er næsten tilgroede og ofte dækket af såkaldt limnisk rørsump (det vil sige rørskoven har vand i bunden).
Porsemosen gennemskæres af Nybølle Å, der udspringer ved Råmose  i Ballerup og løber mod Roskilde Fjord gennem Gundsømagle Sø. Den løber sammen med Hove Å NV for Vasby og kaldes herefter Hove Å. Opstrøms Porsemosen kaldes åen Risbyåen. Der også lille tilløb fra syd, der kaldes Store Vejleå, men er forskelligt fra den Store Vejleå, der løber mod Køge Bugt Strandpark. 
Porsemosen har tidligere været en næringsfattig mose, et såkaldt fattigkær, og har navn efter planten porse, der gror sådanne steder, og nu er sjælden på Øerne. Der er ikke mange mindelser om det tidligere fattigkær. Det nærmeste man kommer er nogle ret store bestande af tråd-star centralt i mosen. Dog er der de seneste år iagttaget genindvandring af tørvemos visse steder. Porsemosen har muligvis tidligere været afvandet af Store Vejleå til Køge Bugt. 

## Plantelivet
Porsemosen har en righoldig og spændende flora. Der har været registreret op imod 300 plantearter. Blandt andet findes hvas avneknippe, almindelig blærerod, rank frøstjerne (måske forsvundet), trådstar, liden klokke og engkabbeleje. Enkelte steder  er der atter kommet små partier med tørvemos. Endvidere pilekrat, birke- og elleskov. På grund af den store tilgroning, den sænkede vandstand og mindsket græsning ændrer mosen karakter, hvis der ikke sættes ind med pleje. Kæmpebjørneklo forekommer. I Høholmmosen mod nordvest, er bl.a. fundet butbladet vandaks.
Stivtoppet rørhvene, som i den nye rødliste er angivet som “næsten truet”, NT, har flere livskraftige bestande i den sydlige del af mosen. 

## Fredningen
I 1968 blev 142 hektar af mosen fredet, men uden at fredningen plejeplaner. Derfor er mosen blevet fredet igen i 2006, hvor arealet er udvidet til 230 hektar, og der skal udarbejdes plejeplaner.
Fredningen skal beskytte og forbedre de landskabelige værdier med lysåbne, afgræssede arealer, naturskov og vådområder med rørsump og pilekrat. Uønsket krat ryddes og der er mulighed for afgræsning.
Plejeplanen skal indeholde bestemmelser om bl.a. vandstandshævning og erstatning af nåletræsbeplantning med løvfældende arter. Græsningsområde udvides for at genskabe et eng- og overdrevslandskab.